# Motion in the Ocean
Albums de McFly
Wonderland
(2005) All the Greatest Hits
(2007)
Motion in the Ocean est le 3e album du groupe anglais McFly, sorti en 2006.
Le premier single de l'album, « Don't Stop Me Now / please please », est sorti le 17 juillet 2006 au Royaume-Uni et s'est placé numéro 1 au classement des singles du Royaume-Uni. L'album comprend également le deuxième single, « Star Girl », qui s'est également classé numéro 1 dans les charts de singles britanniques en vendant plus de 58 000 exemplaires dans sa première semaine. Le troisième single de l'album, « Sorry's Not Good Enough / Friday Night », est sorti le 18 décembre 2006, et a atteint le numéro 3 dans les charts de Noël. Le double face A single « Baby's Coming Back / Transylvania » également atteint le numéro un.
Le groupe a publié une édition spéciale de l'album, avec tout le concert de Wembley en DVD et « Baby's Coming Back » pour un prix identique à l'original. Cette version de l'album est sortie le 14 mai et a atteint le numéro quatorze sur le site officiel des albums, avec une vente de 11 256 exemplaires. L'album s'est vendu au total à plus de 200 000 exemplaires depuis sa sortie.

## Pistes
1. We Are the Young
2. Star Girl
3. Please, Please
4. Sorry's not Good Enough
5. Bubblewarp
6. Transylvania
7. Lonely
8. Little Joanna
9. Friday Night
10. Walk in the Sun
11. Home is Where the Heart is/Silence is a Scary Sound (Live)

Bonus sur l'édition CD/DVD
1. Baby's Coming Back
2. Don't Stop Me Now

## Classement

### Album
| Chart                                  | Position | Certification |
| -------------------------------------- | -------- | ------------- |
| UK Albums Chart                        | 6        | Gold          |
| Irish Albums Chart                     | 23       | -             |
| U.S. Billboard European Top 100 Albums | 23       | -             |

### Singles
| Song                                     | Meilleure position dans les charts | Meilleure position dans les charts | Meilleure position dans les charts |
| Song                                     | UK                                 | IRE                                | EU                                 |
| ---------------------------------------- | ---------------------------------- | ---------------------------------- | ---------------------------------- |
| « Please, Please »                       | 1                                  | 15                                 | 4                                  |
| « Star Girl »                            | 1                                  | 14                                 | 7                                  |
| « Sorry's Not Good Enough/Friday Night » | 3                                  | 29                                 | 11                                 |
| « Baby's Coming Back/Transylvania »      | 1                                  | 16                                 | 8                                  |